# József Attila utca
József Attila utca est une rue de Budapest, située dans le quartier de Lipótváros (5e arrondissement).